# Крылья Советов (спортивное общество)

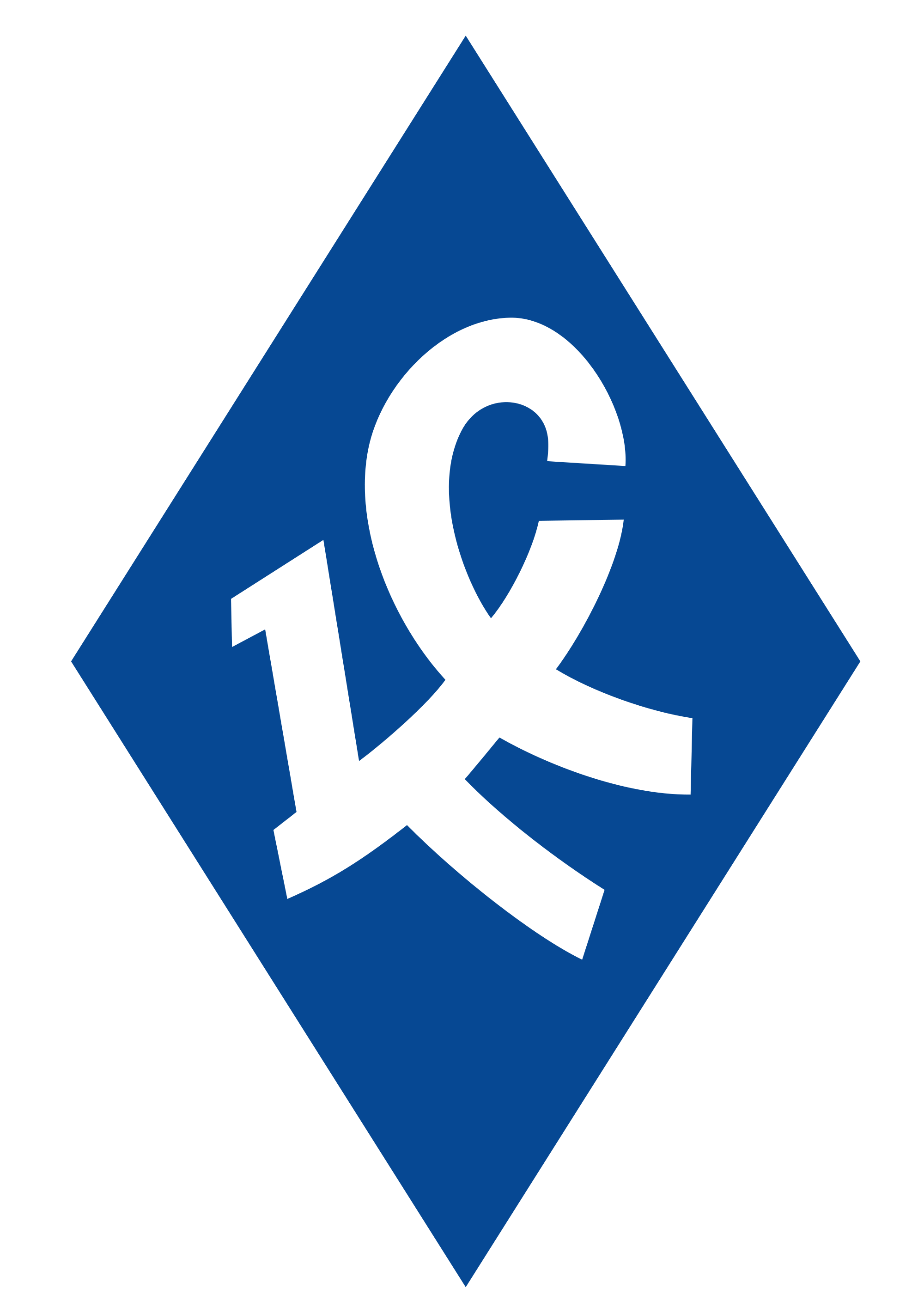
Эмблема самарского футбольного клуба

«Крылья Советов» — советское добровольное спортивное общество профсоюза работников авиационной промышленности, основанное в 1936 году. Наиболее активно в обществе развивались такие виды спорта, как бокс, футбол и хоккей.
В начале 1930-х годов в Москве был построен один из первых в СССР Дворцов спорта — «Крылья Советов». Здесь была создана одна из сильнейших советских боксерских секций. С ней работали такие тренеры как Б. С. Денисов, А. П. Бессонов, В. И. Огуренков, М. С. Иткин и В. М. Тренин. Среди воспитанников боксерской школы «Крыльев» — многократные чемпионы СССР и победители международных турниров: С. С. Щербаков, В. И. Меднов и Б. И. Тишин.
После окончания Великой Отечественной войны спортсмены общества добивались высоких результатов в различных дисциплинах. В частности боксер Борис Степанов стал бронзовым призёром первенства СССР. Лыжница Валентина Кравченко выиграла чемпионат страны по народной гребле. Хоккейная команда «Крыльев Советов» в 1950 году завоевала бронзовые медали чемпионата СССР, а 12 игроков были удостоены звания мастеров спорта. Женская баскетбольная команда в 1945 году стала чемпионом ВЦСПС.
В 1954 году группа альпинистов общества, в составе которой были мастера спорта А. Бежев, П. Скоробогатов, А. Шкрабкин, Р. Андреев и Б. Шлябцев, совершила восхождение на пик Революции. Во время траверса ими впервые была покорена вершина, получившая название «Безымянная».
В 1953 году общество «Крылья Советов» вошло в состав общества «Зенит» (по другим данным, продолжало существовать как самостоятельная организация до 1966 года).
Наибольшую известность в последующие годы получили профессиональные спортивные клубы, сохранившие название «Крылья Советов» — хоккейный (Москва) и футбольный (Куйбышев, ныне Самара).